# Henry Horrocks Slater
Henry Horrocks Slater (* 1851 in Stanhope, County Durham, England; † 26. November 1934 in Bishops Lydeard, England) war ein britischer Geistlicher und Naturforscher. Seine Forschungsschwerpunkte waren die Ornithologie, die Entomologie und die Botanik.

## Leben und Wirken

### Pastorenlaufbahn
Slater wurde als Sohn des Priesters Henry Slater und seiner Frau Mary Sarah Horrocks in Stanhope geboren. 1870 wurde er Matricularius. Nach einem Studium am St. Catherine’s College in Cambridge graduierte er 1880 zum Bachelor of Arts und 1887 zum Master of Arts. 1879 wurde er zum Diakon in Ripon ordiniert. 1881 erhielt er die Priesterweihe. Von 1879 bis 1882 war er Kaplan in Sharow (Ripon) und 1882 bis 1883 war er Kaplan in Chearsley, Buckinghamshire. Von 1883 bis 1893 war er Pastor in Irchester. Von 1893 bis 1906 war er Reverend von Thornhaugh, Wansford, Northinghamshire.

### Wissenschaftliche Tätigkeiten und Veröffentlichungen
1874 begleitete er im Auftrag der Royal Society die Botaniker Isaac Bayley Balfour (1853–1922) und George Gulliver (1804–1882) an Bord der HMS Shearwater auf eine Expedition zur Beobachtung des Venustransits auf die Maskareneninsel Rodrigues. Neben Studien der Flora und Fauna förderte Slater dort subfossile Knochen von ausgestorbenen Vögeln, darunter dem Rodrigues-Solitär (Pezophaps solitaria) und dem Rodrigues-Star (Necropsar rodericanus), zu Tage. Seine Aufzeichnungen dienten den Zoologen Albert Günther und Alfred Newton zur wissenschaftlichen Erstbeschreibung des Rodrigues-Stars im Jahre 1879. Während eines Aufenthalts auf Mauritius im Jahre 1875 erforschte er gemeinsam mit George Gulliver die Flora, die Herpetofauna und die Wasservogelfauna. 1885 reiste er mit Thomas Carter (1863–1931) nach Island, worüber er 1901 das Werk Manual of the Birds of Iceland verfasste. 1897 schrieb Slater die wissenschaftlichen Erstbeschreibungen zur Kurzschwanz-Papageimeise (Paradoxornis davidianus) und zum Goldscheitel-Laubsänger (Phylloscopus ricketti). Gemeinsam mit William Bernhardt Tegetmeier (1816–1912) und Frederick William Frohawk (1861–1946) veröffentlichte er 1898 den fünften Band der Buchreihe British Birds with their Nests and Eggs.

### Mitgliedschaften
1877 wurde Slater zum Fellow of the Zoological Society of London (FZS) gewählt, wo er 1906 ausschied. Daneben war er Mitglied in der British Ornithologists’ Union.

## Werke
- Manual of the birds of Iceland. David Douglas, Edinburgh 1901 (archive.org). doi:10.5962/bhl.title.13785 doi:10.5962/bhl.title.8406